# Same Difference
Same Difference – piąty album studyjny szwedzkiego zespołu deathmetalowego Entombed, wydany w 1999 roku przez wytwórnię Threeman Recordings. Album zawiera zarówno oryginalne utwory Entombed, jak i covery wykonywane przez zespół.
Według danych z kwietnia 2002 album sprzedał się w nakładzie 6,808 egzemplarzy na terenie Stanów Zjednoczonych.

## Lista utworów
1. „Addiction King” – 2:56
2. „The Supreme Good” – 4:15
3. „Clauses” – 3:38
4. „Kick in the Head” – 3:29
5. „Same Difference” – 4:00
6. „Close but Nowhere Near” – 2:56
7. „What You Need” – 2:49
8. „High Waters” – 3:39
9. „20-20 Vision” – 3:03
10. „The Day, The Earth” – 2:45
11. „Smart Aleck” – 3:19
12. „Jack Worm” – 2:51
13. „Wolf Tickets” – 3:52